# Třída Asama
Třída Asama byla třída pancéřových křižníků postavených v britských loděnicích pro japonské císařské námořnictvo. Celkem byly postaveny dvě jednotky této třídy. Ve službě byly v letech 1899–1945. Účastnily se rusko-japonské, první světové a také druhé světové války. Jedna byla na konci druhé světové války těžce poškozena, obě byly po jejím skončení sešrotovány.

## Stavba
Stavba dvojice pancéřových křižníků byla objednána u britské loděnice Armstrong v Elswicku. Křižníky navrhl Philip Watts jako vylepšenou verzi chilského pancéřového křižníku třídy O'Higgins se silnější výzbrojí a zdokonaleným pancéřováním. Stavbu provedla v letech 1896–1899 loděnice Atmstrong v Elswicku.
Jednotky třídy Asama:
| Jméno  | Loděnice  | Založení kýlu | Spuštěna         | Vstup do služby | Poznámka |
| ------ | --------- | ------------- | ---------------- | --------------- | --- |
| Asama  | Armstrong | listopad 1896 | 22. března 1898  | 18. března 1899 | Od roku 1921 kaibókan. Od roku 1937 cvičná loď. Sešrotována 1947. |
| Tokiwa | Armstrong | leden 1898    | 6. července 1898 | 18. května 1899 | Od roku 1921 kaibókan. Od roku 1922 minonoska nesoucí 300 min. Roku 1927 poškozena náhodným výbuchem miny. Do služby vrácena roku 1937. Tehdy měla kapacitu 500 min. Dne 9. srpna 1945 těžce poškozena americkými palubními letadly, přičemž potopení plavidla zabránilo najetí na břeh. Po válce bylo sešrotováno. |

## Konstrukce

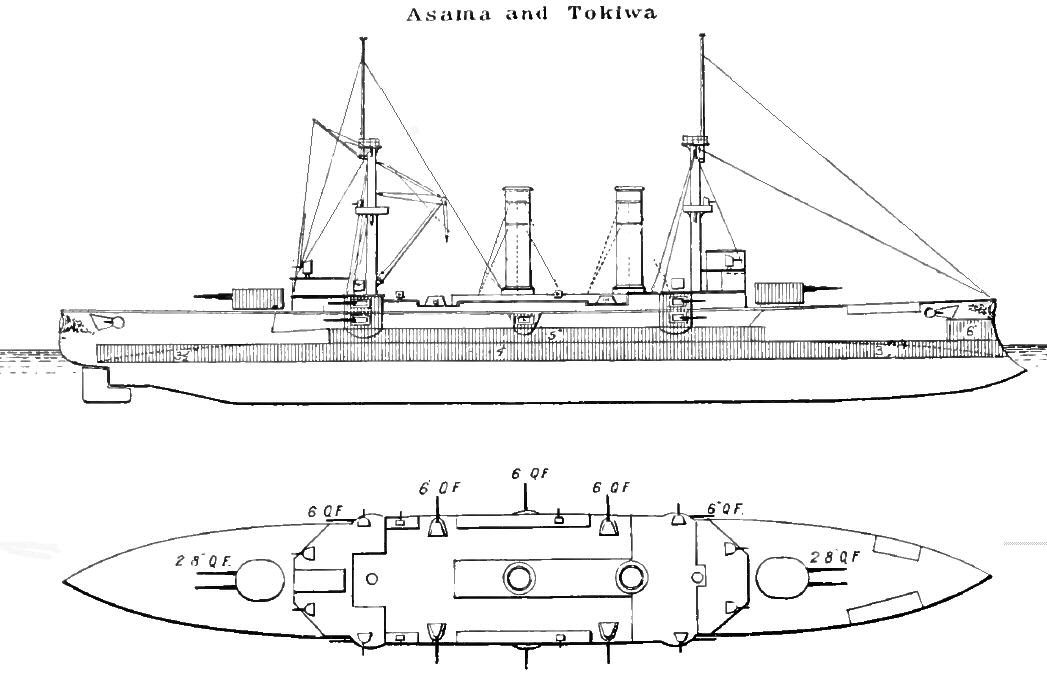
Základní uspořádání třídy Asama

Trup byl rozdělen na 163 vodotěsných oddílů. Výzbroj po dokončení tvořily čtyři 203mm kanóny ve dvoudělových věžích, které doplňovalo čtrnáct 152mm kanónů, dvanáct 76mm kanónů, sedm 47mm kanónů a pět 450mm torpédometů. Pohonný systém tvořilo 12 kotlů a dva parní stroje s trojnásobnou expanzí o výkonu 18 000 ihp, pohánějící dva lodní šrouby. Nejvyšší rychlost dosahovala 21,5 uzlu. Dosah byl 4600 námořních mil při rychlosti 10 uzlů.